# Georges Duplaix
Pour les articles homonymes, voir Duplaix.
Georges Duplaix, né à Nevers le 26 juillet 1895 et mort le 1er novembre 1985, est un peintre, écrivain, traducteur, agent secret et éditeur français. 

## Biographie
Georges Duplaix prend part à la Première Guerre mondiale comme simple soldat (Poilu) puis en 1919, émigre aux États-Unis. Il effectue alors de nombreux voyages en métropole et se marie en 1926 à Paris avec une américaine. Membre du Salon d'automne, il y expose en 1928 une Nature morte. 
Ayant étudié la médecine, il se spécialise dans le commerce de matériel médical mais la Grande Dépression lui fait faire faillite. Il se concentre alors sur la littérature et illustre des livres pour enfants. Il dirige ainsi en 1935 la Artist’s and Writers Guild et crée en 1942 la collection Little Golden Books qui obtient un très grand succès.
Le 28 septembre 1949, il fonde avec Frédéric Richshöffer, chez Flammarion les Éditions Cocorico, filiale de la société Western Publishing International, qui deviennent Deux coqs d'or. Des centaines de titres des Petits Livres d’Or et des Petits Livres d’Argent paraissent. 
Duplaix traduit pour cette collection de nombreux ouvrages sous le pseudonyme de Nicole, prénom de sa fille née en 1942, et utilise parfois aussi celui d' Ariane. Il écrit lui-même et illustre plusieurs romans tel que Gaston and Josephine en 1933 et, comme traducteur, travaille en particulier sur les œuvres d'Ernest Hemingway.
En outre, il a également été un agent secret de la CIA.

## Publications
- Animaux, illustrations: Fiodor Rojankovsky, Éditions des Deux coqs d'or, collection Étoile d'or, no 1, 247 p., 1965; réédition (avec onze histoires en moins): 188 p., 1976